# Monhystera pachyuris
Monhystera pachyuris är en rundmaskart som beskrevs av E. Ditlevsen 1928. Monhystera pachyuris ingår i släktet Monhystera och familjen Monhysteridae. Inga underarter finns listade i Catalogue of Life.